# Uppsala kanotförening
Uppsala kanotförening(UKF) är en idrottsförening i Uppsala som bedriver idrott inom segling, kanotsegling och issegling. UKF bildades 11 maj 1916 på initiativ av Sven Thorell. 
I början var paddlingen den huvudsakliga grenen men 1919 beslutades att även skridskosegling skulle tas upp i föreningens program och redan i början av 20-talet började kanotseglingen ta allt mer utrymme. Så småningom försvann paddlingen helt från programmet och UKF blev en ren segelklubb.